# オールドクロウハンマン

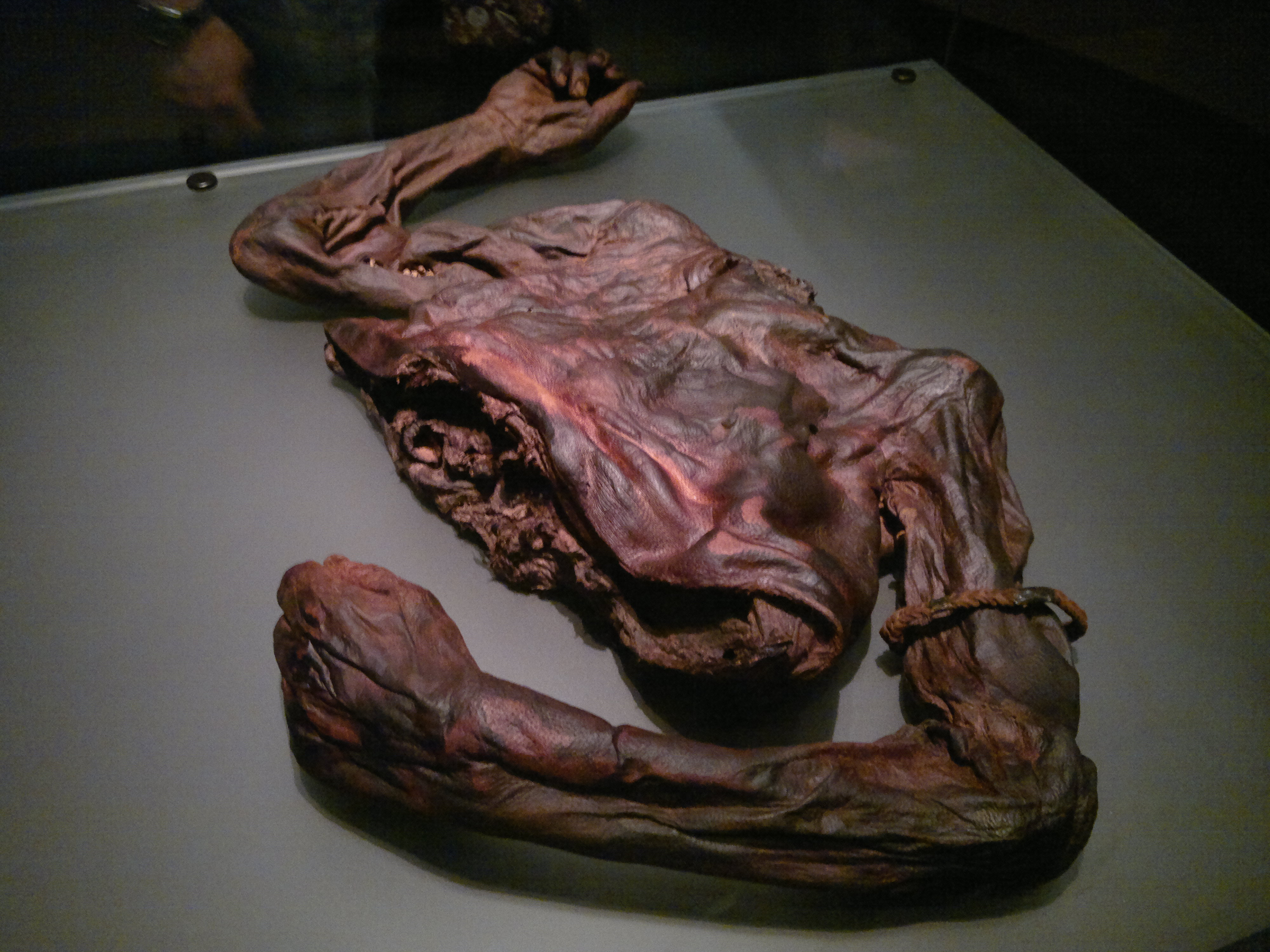
オールドクロウハンマン
(アイルランド国立博物館)

オールドクロウハンマン（英: Old Croghan Man、アイルランド語: Seanfhear Chruacháin）は2003年にアイルランドで発見された鉄器時代の湿地遺体である。
名前は発見地にほど近いオファリー県デインジアン北方のクロウハン・ヒルにちなんでつけられた。現在ダブリンのアイルランド国立博物館で展示されている。
同じアイルランドの湿地遺体にクローニーカバンマンがあり、オールドクロウハンマンはクローニーカバンマン発見の3か月後に発見された。

## 生前
身長は腕の長さに基づき198cmと算出されたが、これほどの高身長は当時のアイルランドではきわめてまれであった。爪にはマニキュアが塗られており、ここから肉体労働者ではなく身分の高い人物であったことが推測される 。
胃の内容物から最後の食事は小麦とバターミルクと分析されているが、少なくとも死の4か月前までは肉を含む豪華な食事をとっていたと考えられる。肺に残された傷から胸膜炎を患っていたことが判明した。

## 死
オールドクロウハンマンは紀元前362年 - 紀元前175年の間に死亡したと考えられ、死亡時の年齢は20代前半と見積もられている。
衣服はまとわず、左腕に高貴な人物であることを示す革製の腕輪を装着していた。
2014年に放送されたドキュメンタリー番組では、オールドクロウハンマンはこの地を治めていた王であったが天候不順や不作のため生贄にささげられた、という説が紹介されている。これら古代の部族ではそうした現象は王の失政が原因であり、王がその責任を取らなければならないとされていた。
死因は胸を刺されたことで、死後首は切り落とされ胴体も上下に切断された。片腕にも傷があり、これは死に際して抵抗した痕跡とみられている。似たような傷は2011年に発見されたカシェルマンでも確認されている。
両方の乳首の下に深い切り傷が残されているが、その原因は死後泥炭の重量によってつけられた、生前に行われた拷問の痕跡である、生前か死後かは別に象徴的儀式のため意図的に傷つけられた、などいくつかの説が唱えられている。最近では、失脚した支配者であることを表しているという説が唱えられている。

## 腕輪
腕輪は水分の多い革を撚って作られ、銅製の飾りが4個はめ込まれている。国立博物館の分析では、2本の革に多数の小さい切れ込みを入れそこで組み合わせて腕輪を制作していることが分かった。
保存処置の際に腕輪は一度外されている。腐敗やカビから保護するため、20%グリセリンを含む脱イオン化した水に2週間漬けられた。保存処置の終了後、腕輪は再び腕に装着され展示されている。